# Jan May
Jan May, né le 11 juin 1995 à Landau in der Pfalz, est un coureur cycliste allemand spécialiste de la piste.

## Palmarès sur piste

### Championnats d'Europe
| Édition / Épreuve              | Keirin | Vitesse par équipes                                |
| Anadia 2012 (juniors)          |        | Or (avec Richard Aßmus et Maximilian Dörnbach)     |
| Anadia 2013 (juniors)          | Argent | Or (avec Patryk Rahn et Maximilian Dörnbach)       |
| Montichiari 2016 (espoirs)     |        | Bronze (avec Richard Aßmus et Maximilian Dörnbach) |
| Saint-Quentin-en-Yvelines 2016 |        | Bronze (avec Eric Engler et Robert Forstemann)     |